# Route départementale 1 (Moselle)
Pour les articles homonymes, voir route départementale 1.
La route départementale 1, abrégé D1, est la route départementale la plus importante de Moselle. Elle relie Metz à Mondorff.

## Itinéraire
La RD1 est composée en deux parties :
- entre Metz et Illange au Sud de Thionville ;
- entre Manom et Mondorff où on atteint 500 m plus tard le Luxembourg.

## Description
La première partie commence à l’intersection avec la N 223 à Metz. Pendant toute la première partie, elle longe la Moselle. Elle croise différentes voies rapides telle que l’autoroute A4 à Argancy, puis relie les villes d'Ennery, Hagondange, Bertrange et Uckange.
À la fin de la première partie, la route s’arrête à Illange et est remplacée par la N 53 à Thionville. Après la traversée de la ville, on entre à Manom, où la D1 continue cette fois-ci vers Cattenom, Mondorff et se termine à Mondorf-les-Bains, au Luxembourg.

## Particularité
La D1 est donc coupée à l’approche de Thionville, mais elle est remplacée par la N 53 de Illange à Manom-Sud, qui traverse tout Thionville, puis va à la rencontre de Hettange-Grande et de Evrange puis continue vers Luxembourg.

## Trafic
Le trafic est compris entre 6 500 et 20 500 véhicules/jour.